# タチガシワ
タチガシワ（立柏、学名：Vincetoxicum nakaianum）はキョウチクトウ科（旧分類ではガガイモ科）カモメヅル属の多年草。

## 特徴
地下にはやや太い多数のひげ根がある。茎は直立し、分枝せず、高さは30-60センチメートルになり、細毛がある。葉は長さ2-4センチメートルの葉柄をもって茎の先に集まって数対対生し、葉身は広卵形から菱状広楕円形で縁は全縁、花後葉は大きくなり、長さ10-17センチメートル、幅7-13センチメートルになり、先端は急にとがり、基部は円形から広いくさび形になる。葉脈上にわずかに細毛が生える。
花期は5-6月。茎の先端に淡黄紫色の花が集まってやや密につける。小花柄は長さ1-2センチメートル、萼は緑色で深く5裂し、裂片は長さ2ミリメートルで披針形になる。花冠は深く5裂し、無毛で、裂片の長さは3.5ミリメートルになり、先は鈍形になる。副花冠は小さく、裂片は半円形になる。
花が終わると長さ7-15センチメートルの、旧ガガイモ科特有の果実（袋果）をつける。ふつう、袋果は2個つき、互いに斜上する。秋に袋果が割れ、白い絹糸状の冠毛をつけた種子がはじける。

## 分布と生育環境
日本固有種。本州および四国に分布し、温帯落葉樹林下の木陰に生育する。

## 和名の由来
同属のツルガシワ（蔓柏）に似るが、茎がつる状にならず直立することから、タチガシワ（立柏）という。

## 学名について
Vincetoxicum magnificum という学名は無効である。そもそもこの学名は中井猛之進が1937年にイケマ属の新種として発表した Cynanchum magnificum が基となっている。中井は〈過去に松村任三がツクシガシワと混同していた関東産の植物〉がタチガシワであり、これに Cynanchum magnificum という学名を与えたという旨を日本語で述べている。しかし国際藻類・菌類・植物命名規約（ICN）第39条第1項の規定では1935年1月1日から2011年12月31日の間に新種（あるいは新変種や新亜種）として発表された学名は 1.ラテン語による形態記述もしくは 2. ラテン語による形態記述の掲載されている文献への言及を伴っていなければならないとされており、こうした規定に則れば Cynanchum magnificum という学名は無効ということになる。そして Cynanchum magnificum を基に北川政夫が1959年に発表した Vincetoxicum magnificum も基礎異名が無効である以上、同様に無効ということとなる。
上述のような事情を受け、東京大学の望月昂助教授および岡山理科大学の東馬哲雄准教授により、2024年10月15日に改めて新種 Vincetoxicum nakaianum として記載された。

## ギャラリー
- 花冠の裏に萼裂片がみえる。
- 袋果。葉は花時より大きくなる。